# Сабріель Матіас
Сабріель Матіас (англ. Subriel Matías; 31 березня 1992, Фахардо) — пуерториканський професійний боксер, чемпіон світу за версіями IBF (2023—2024) та WBC (2025) у першій напівсередній вазі.

## Професіональна кар'єра
2015 року дебютував на профірингу. 19 липня 2019 року, маючи рекорд 13-0 (13КО), вийшов на бій за звання обов'язкового претендента на титул чемпіона світу за версією IBF у першій напівсередній вазі проти Максима Дадашева (Росія) і здобув чергову дострокову перемогу. Радість перемоги була затьмарена тим, що вона призвела до передчасної смерті суперника.
22 лютого 2020 року Матіас вперше не зумів завершити бій достроково і вперше зазнав поразки одностайним рішенням від росіянина Петроса Ананяна.
Здобувши дві перемоги, 22 січня 2022 року вдруге вийшов проти Петроса Ананяна і здобув перемогу технічним рішенням в дев'ятому раунді.
25 лютого 2023 року в бою проти аргентинця Хереміаса Понсе технічним рішенням у п'ятому раунді завоював вакантний титул чемпіон світу за версією IBF у першій напівсередній вазі.
15 червня 2024 року вдруге не зумів завершити бій достроково і вдруге зазнав поразки одностайним рішенням. Зустрічаючись в добровільному захисті титулу, що проходив в рідному для нього Пуерто-Рико, з австралійцем Ліамом Паро, не зумів перебити суперника, поступившись тому і кількості, і в точності ударів.
12 липня 2025 року здобув спірну перемогу над домініканцем Альберто Пуельйо і завоював титул чемпіона WBC у першій напівсередній вазі.